# Азябина, Марина Эдуардовна
Мари́на Эдуа́рдовна Азя́бина (род. 15 июня 1963, Ижевск, Удмуртская АССР, РСФСР, СССР) — советская и российская легкоатлетка, выступавшая в барьерном беге. Серебряный призёр чемпионата мира 1993 года в беге на 100 метров с барьерами. Чемпионка летней Универсиады 1991 года. Чемпионка СНГ (1992). Чемпионка России (1993). Участница летних Олимпийских игр 1992 года. Мастер спорта России международного класса. Телеведущая, спортивный корреспондент, автор нескольких программ на телеканале Моя Удмуртия.

## Биография

### Спортивная карьера
В спорте оказалась благодаря своему первому тренеру Наталье Владимировне Булаевой, сумевшей убедить Марину всерьёз заняться лёгкой атлетикой.
Первых успехов добилась, тренируясь у Евгения Алексеевича Зуба, будучи студенткой Биолого-химического факультета Удмуртского государственного университета. В 1982 году ей удалось выполнить норматив мастера спорта в семиборье: на зональных соревнованиях она набрала 5475 очков. Однако уже через год стало понятно, что лучше всего у Азябиной получается бег с барьерами, на котором она и остановила свой окончательный выбор.
Под руководством Сергея Жуйкова и Николая Нарожиленко ей удалось совершить серьёзный прорыв в своих результатах. В 1988 году в Брянске на чемпионате России она выполнила норматив мастера спорта международного класса, показав время 13,00. В следующем сезоне она впервые пробежала дистанцию быстрее 13 секунд и была пятой на чемпионате страны. В 1990 году впервые оказалась на пьедестале национального первенства, завоевав бронзовую медаль.
Дебют на международной арене у Марины пришёлся на летнюю Универсиаду 1991 года в британском Шеффилде. Ей удалось оправдать свой статус фаворита соревнований, выиграв финальный забег с результатом 12,95.
В 1992 году выиграла чемпионат СНГ, установив личный рекорд 12,76. Этот результат дал ей право выступить на летних Олимпийских играх 1992 года. В испанской Барселоне Азябина смогла дойти до полуфинала, где стала лучшей из числа выбывших спортсменок. Для выхода в финал ей не хватило 8 сотых секунды.
Сезон 1993 года стал лучшим в её карьере. На чемпионате страны в полуфинале она установила лучший результат сезона в мире и личный рекорд 12,47. В истории России быстрее бежали лишь чемпионка мира Людмила Нарожиленко и олимпийская чемпионка Вера Комисова. Марина блестяще выступала и на других стартах. В её активе — победа на Кубке Европы в Риме как в индивидуальном виде, так и в составе женской сборной России в общем зачёте. На чемпионате мира она единственный раз за всё лето не смогла финишировать первой. В финале её обошла лишь американка Гейл Диверс. Всего же за весь сезон на счету Азябиной оказалось 11 результатов быстрее 12,70.
В 1994 году участвовала в чемпионате Европы, но не смогла выйти в финал. Стала бронзовым призёром домашних Игр доброй воли в Санкт-Петербурге.
Снова выйти на мировой уровень мешали травмы. После 7-го места на чемпионате страны 1996 года Азябина не попала в сборную на Олимпийские игры в Атланте и приняла решение закончить спортивную карьеру.

### Работа на телевидении
В 2000 году по приглашению спортивного обозревателя Яна Львовского пришла на региональный телеканал ГТРК Удмуртия. Работала в качестве корреспондента и ведущего спортивных новостей. С 2007 года — журналист телекомпании Моя Удмуртия, автор и ведущий программ «Спортивный интерес», «Ижевский спорт». Помимо работы на телевидении тренирует детей в спортивной школе № 8 города Ижевска.

### Личная жизнь
Дочь — Анастасия (род. 1998).

## Основные результаты
| Год  | Турнир                       | Место проведения        | Дисциплина        | Место      | Результат        |
| ---- | ---------------------------- | ----------------------- | ----------------- | ---------- | ---------------- |
| 1989 | Чемпионат СССР               | Горький, СССР           | 100 м с барьерами | 5-е        | 13,25            |
| 1990 | Чемпионат СССР               | Киев, СССР              | 100 м с барьерами | 3-е        | 13,00            |
| 1991 | Чемпионат СССР в помещении   | Волгоград, СССР         | 60 м с барьерами  | 3-е        | 8,18             |
| 1991 | Чемпионат СССР               | Киев, СССР              | 100 м с барьерами | 7-е        | 13,16            |
| 1991 | Универсиада                  | Шеффилд, Великобритания | 100 м с барьерами | 1-е        | 12,95            |
| 1992 | Чемпионат СНГ                | Москва, Россия          | 100 м с барьерами | 1-е        | 12,76            |
| 1992 | Олимпийские игры             | Барселона, Испания      | 100 м с барьерами | 9-е (1/2)  | 13,22            |
| 1993 | Чемпионат России в помещении | Москва, Россия          | 60 м с барьерами  | 2-е        | 8,02             |
| 1993 | Чемпионат России             | Москва, Россия          | 100 м с барьерами | 1-е        | 12,69            |
| 1993 | Кубок Европы                 | Рим, Италия             | 100 м с барьерами | 1-е        | 12,63            |
| 1993 | Чемпионат мира               | Штутгарт, Германия      | 100 м с барьерами | 2-е        | 12,60            |
| 1994 | Чемпионат России             | Санкт-Петербург, Россия | 100 м с барьерами | 3-е        | 13,03            |
| 1994 | Игры доброй воли             | Санкт-Петербург, Россия | 100 м с барьерами | 3-е        | 12,99 (+3,8 м/с) |
| 1994 | Чемпионат Европы             | Хельсинки, Финляндия    | 100 м с барьерами | 15-е (1/2) | 13,42            |
| 1996 | Кубок Европы                 | Мадрид, Испания         | 100 м с барьерами | 6-е        | 13,23            |
| 1996 | Чемпионат России             | Санкт-Петербург, Россия | 100 м с барьерами | 7-е        | 13,34            |